# اومان
اومان (به روسی: Умань) شهری در استان چرکاسی در کشور اوکراین واقع شده‌است. جمعیت این شهر ۸۲,۱۵۴  نفر (۲۰۲۱ تخمینی) است.

## نگارخانه

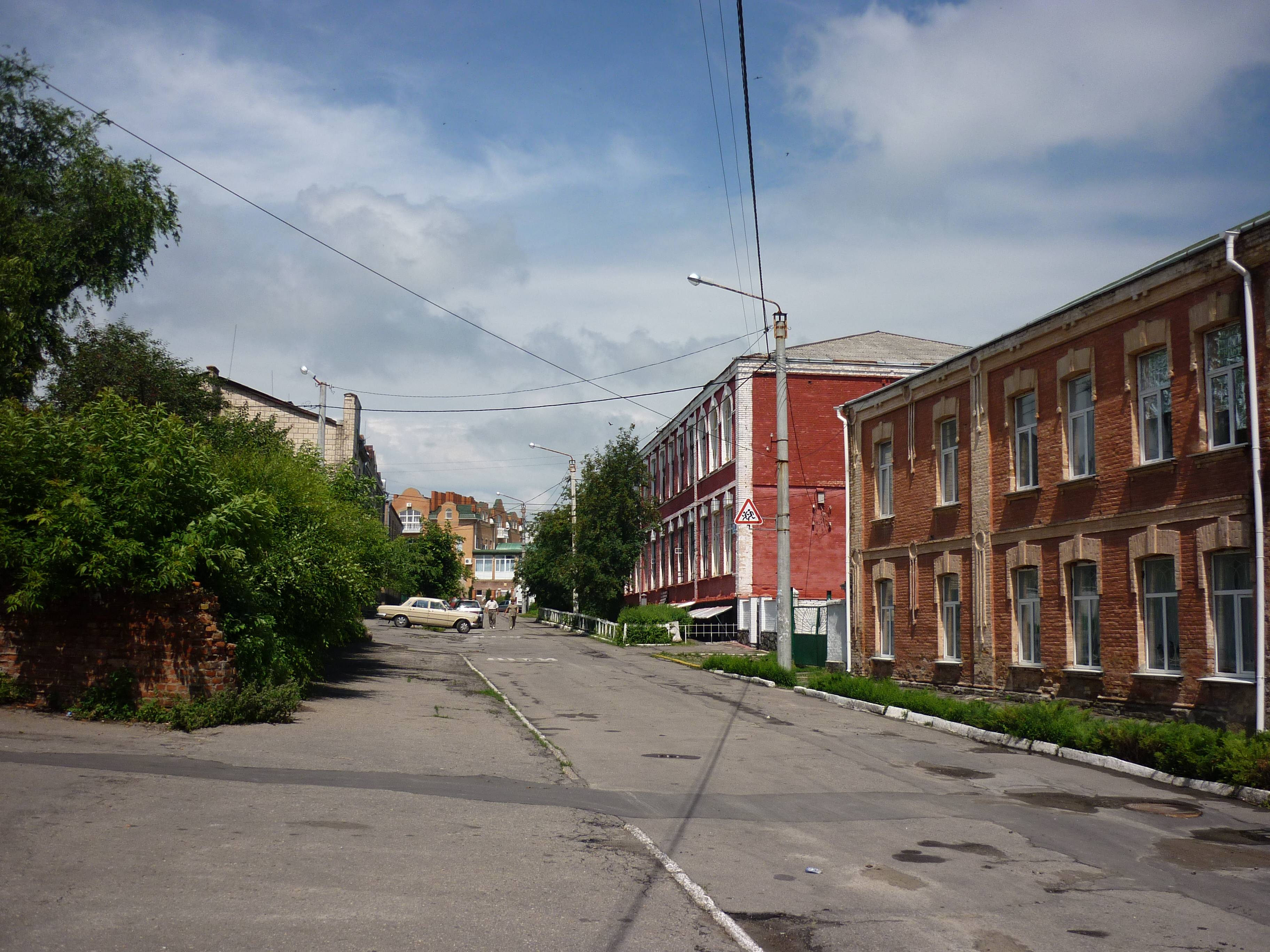
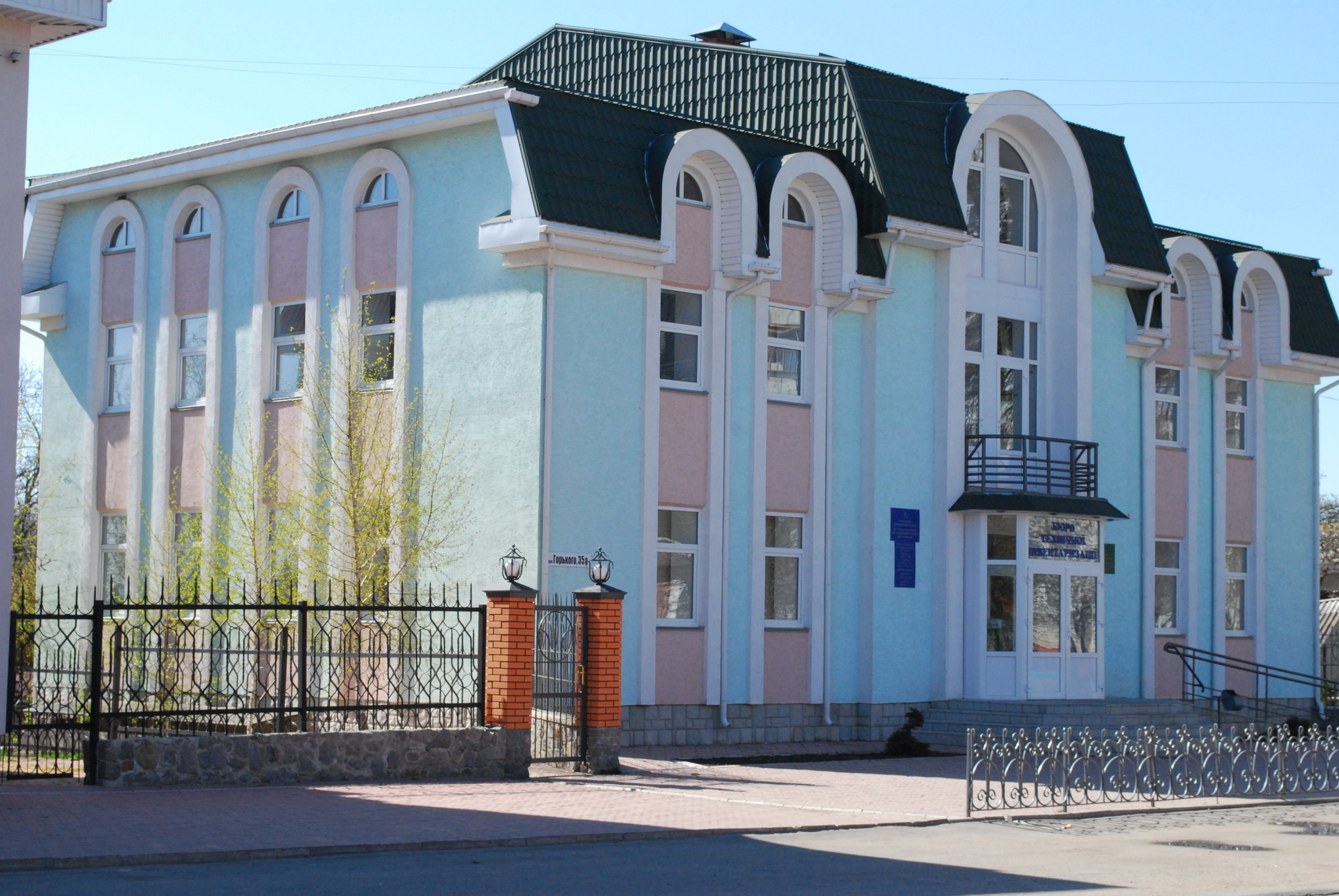
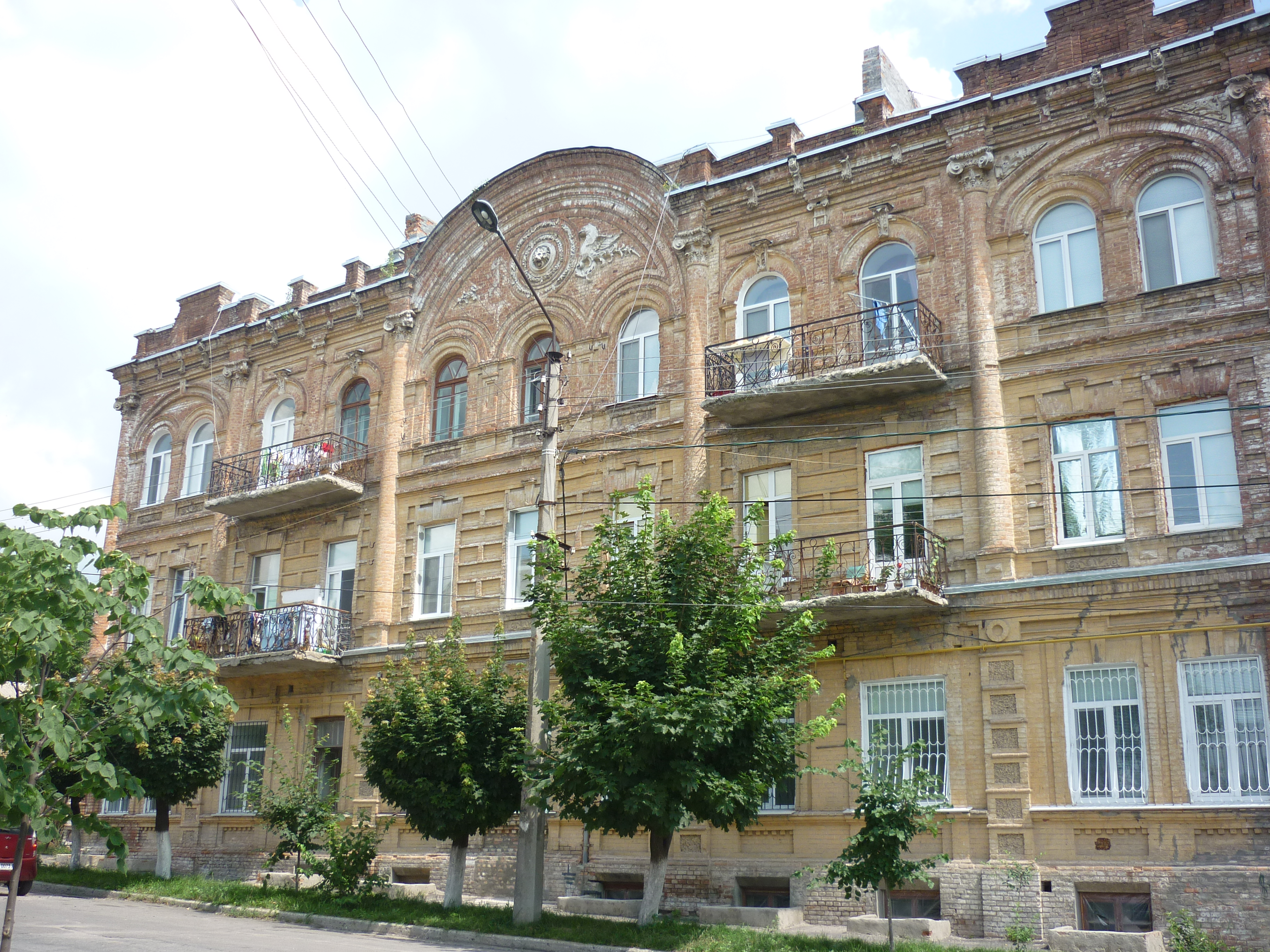
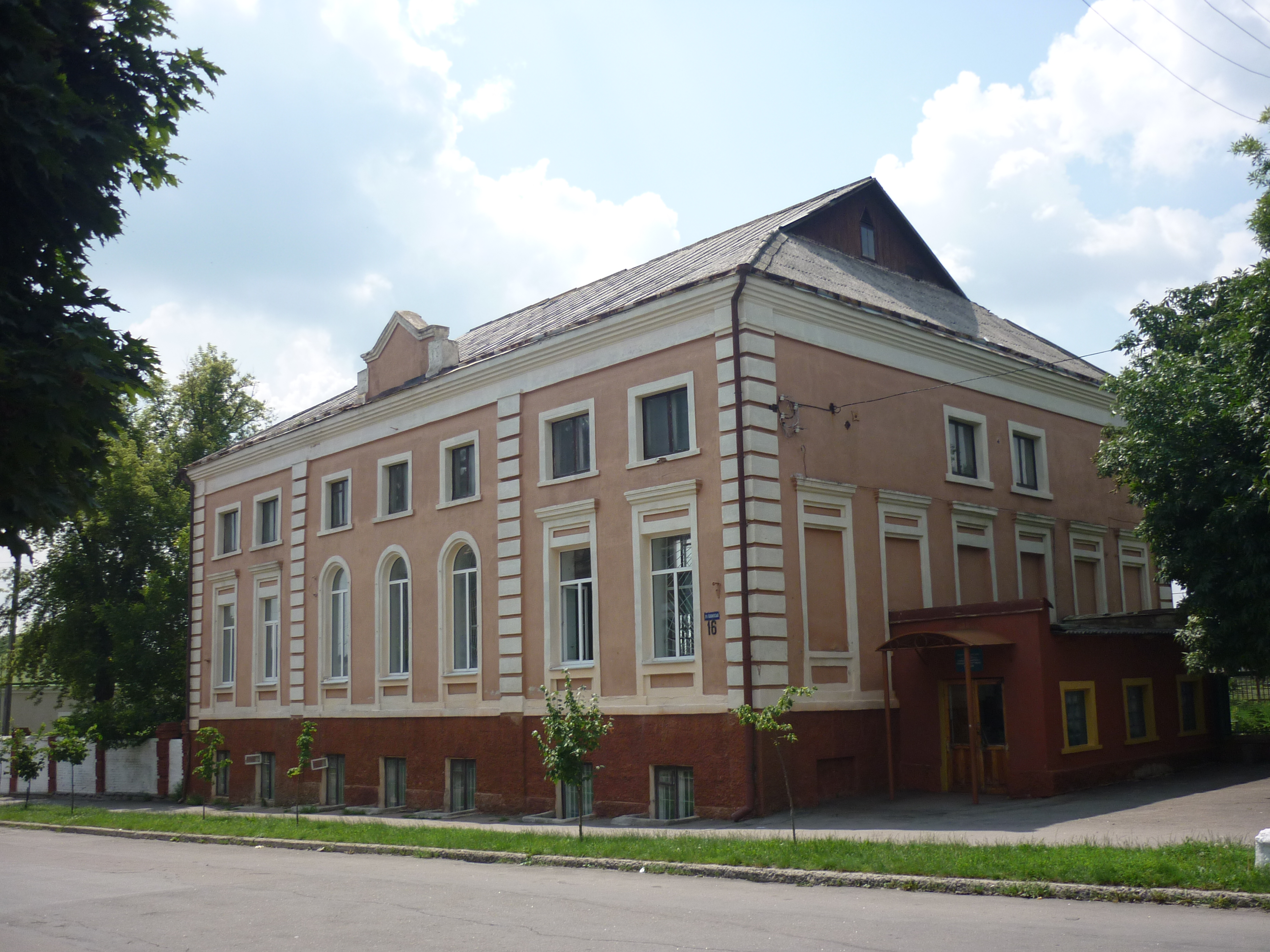
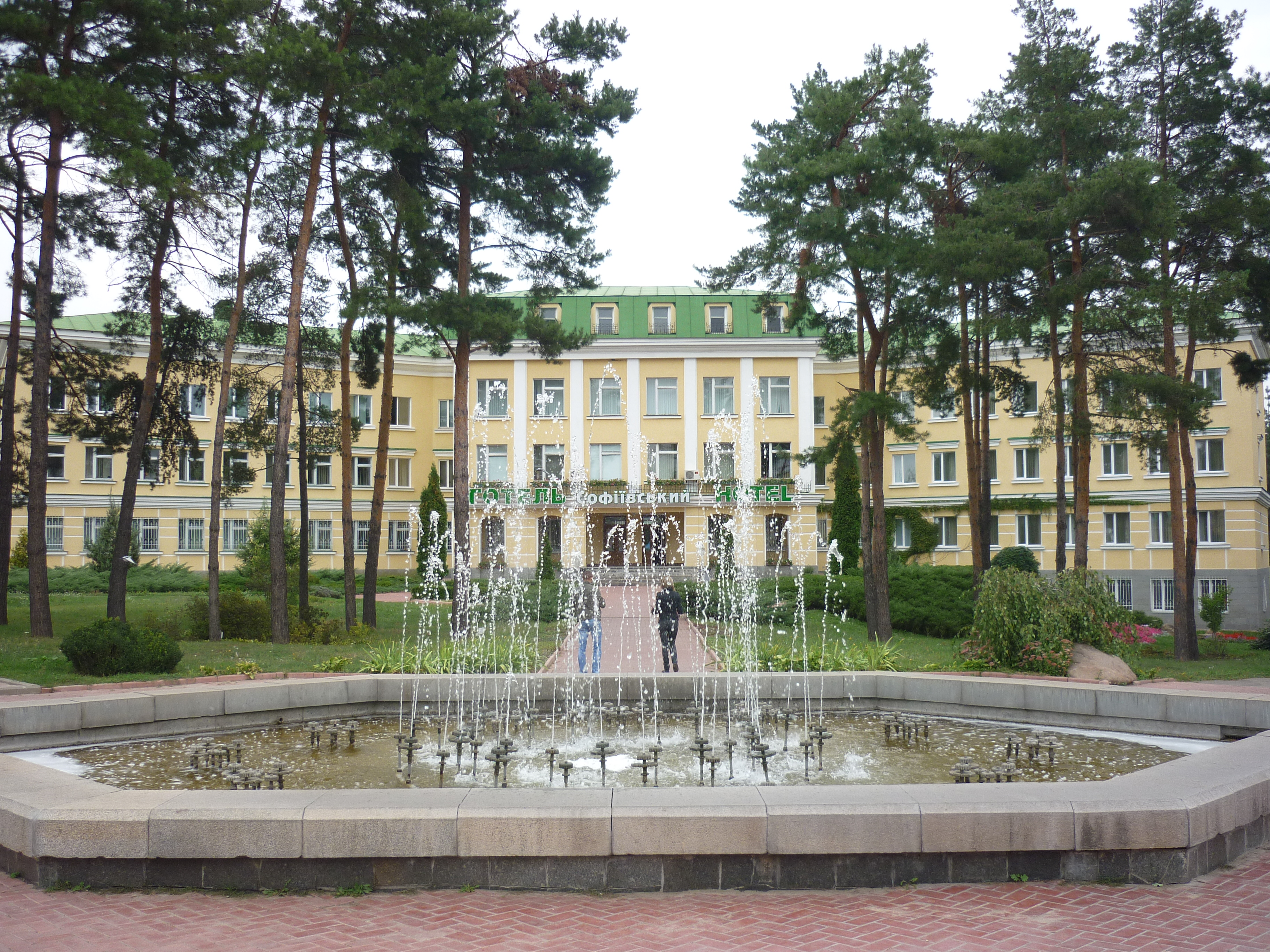
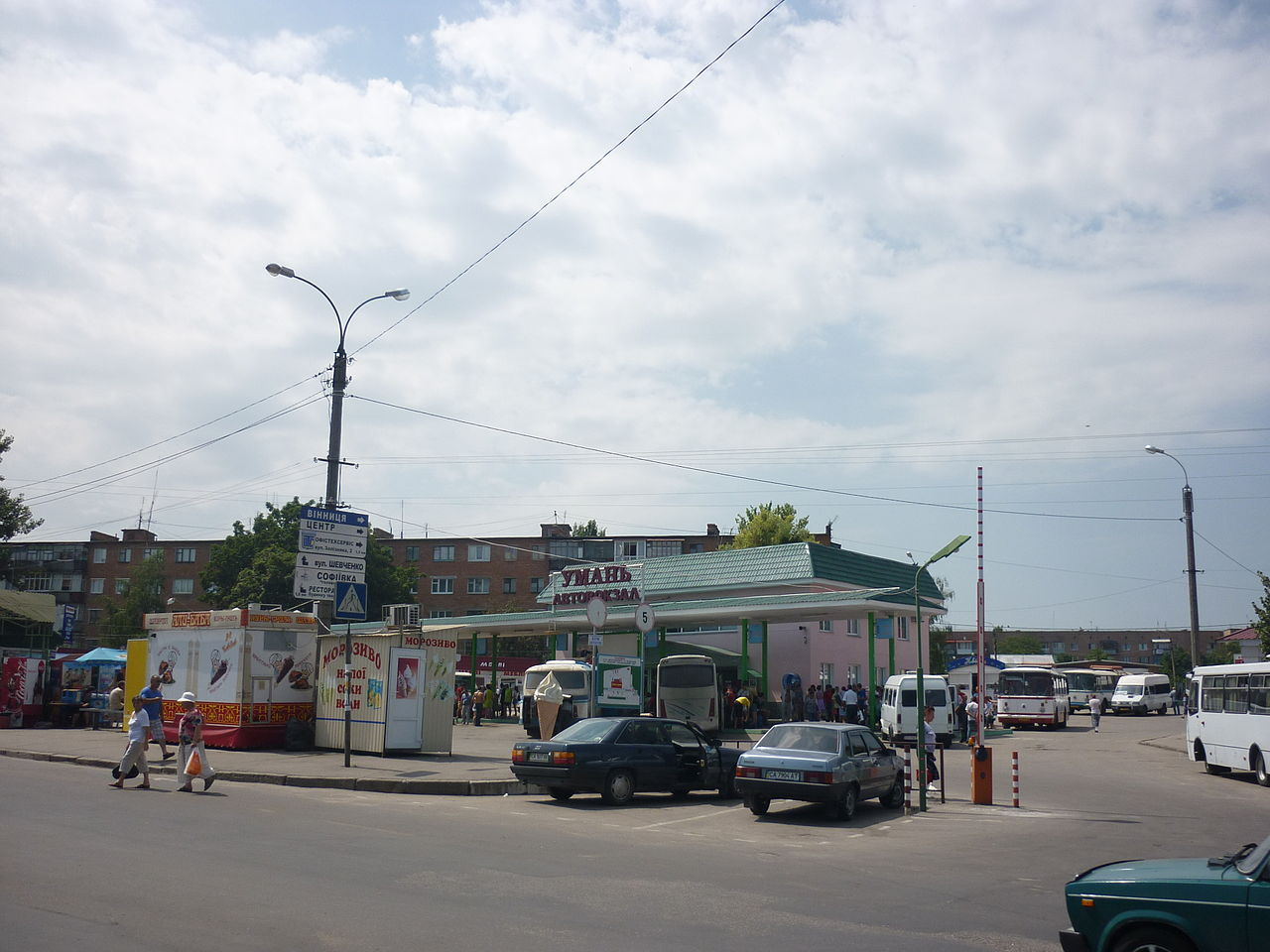
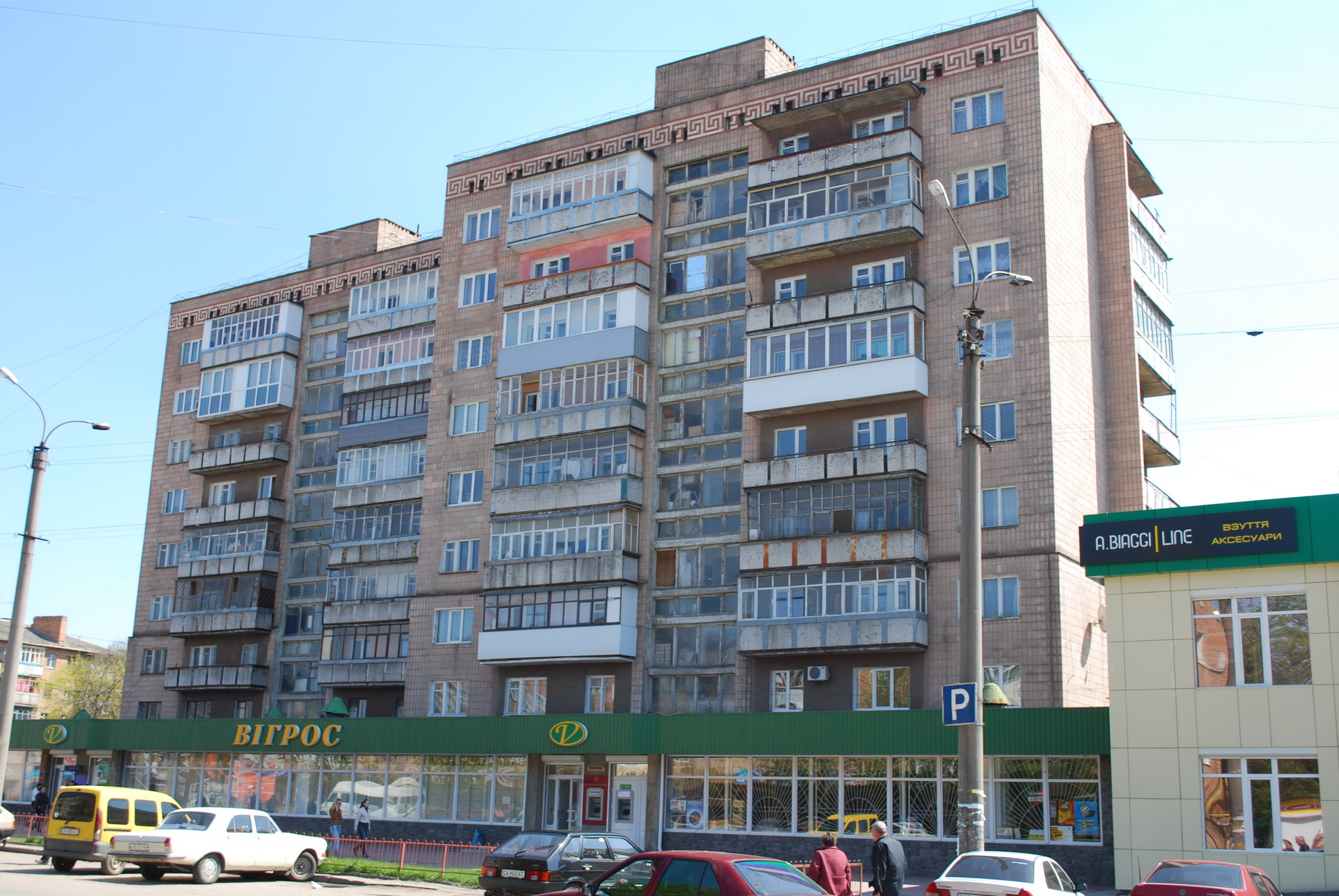
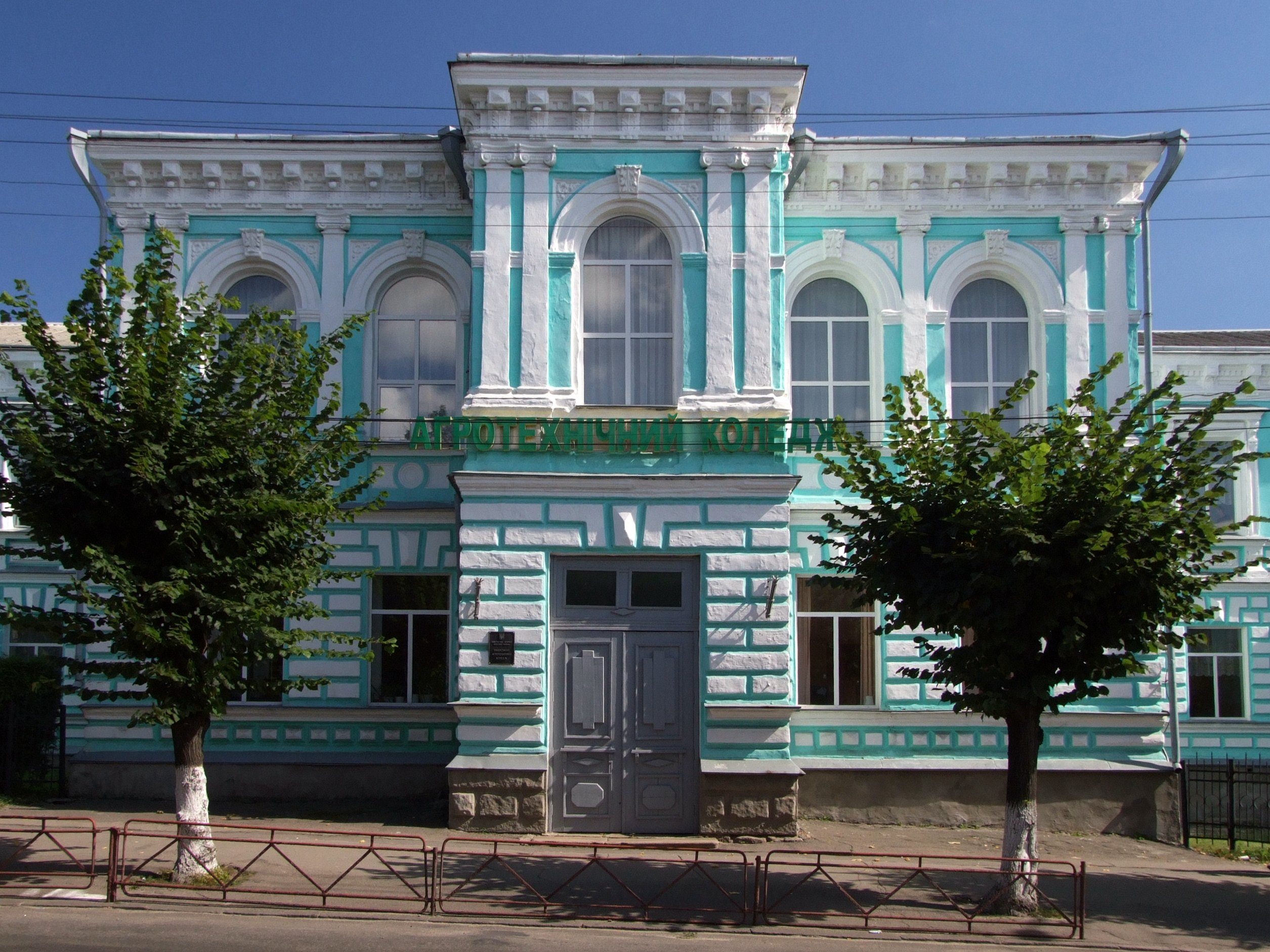
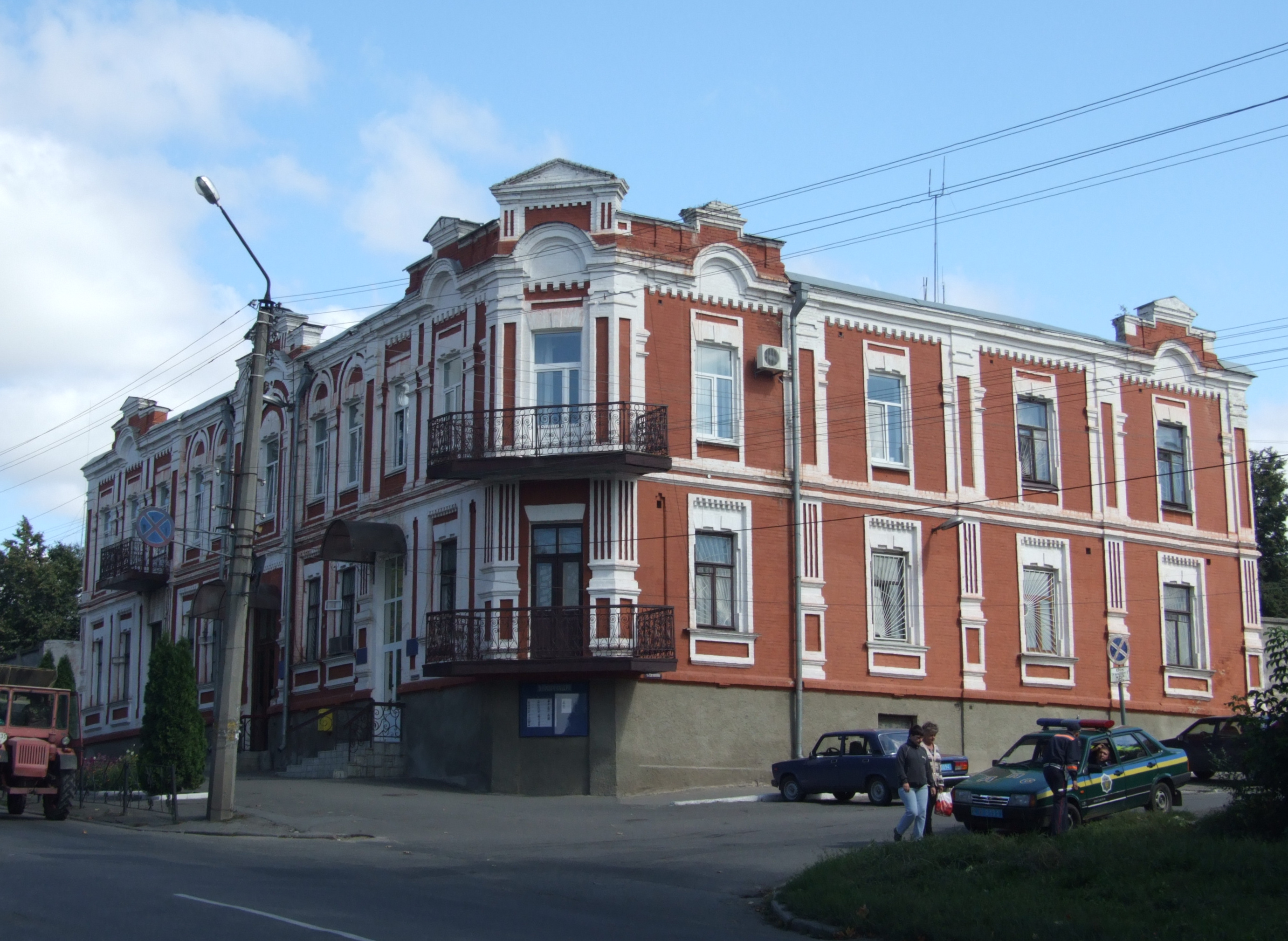
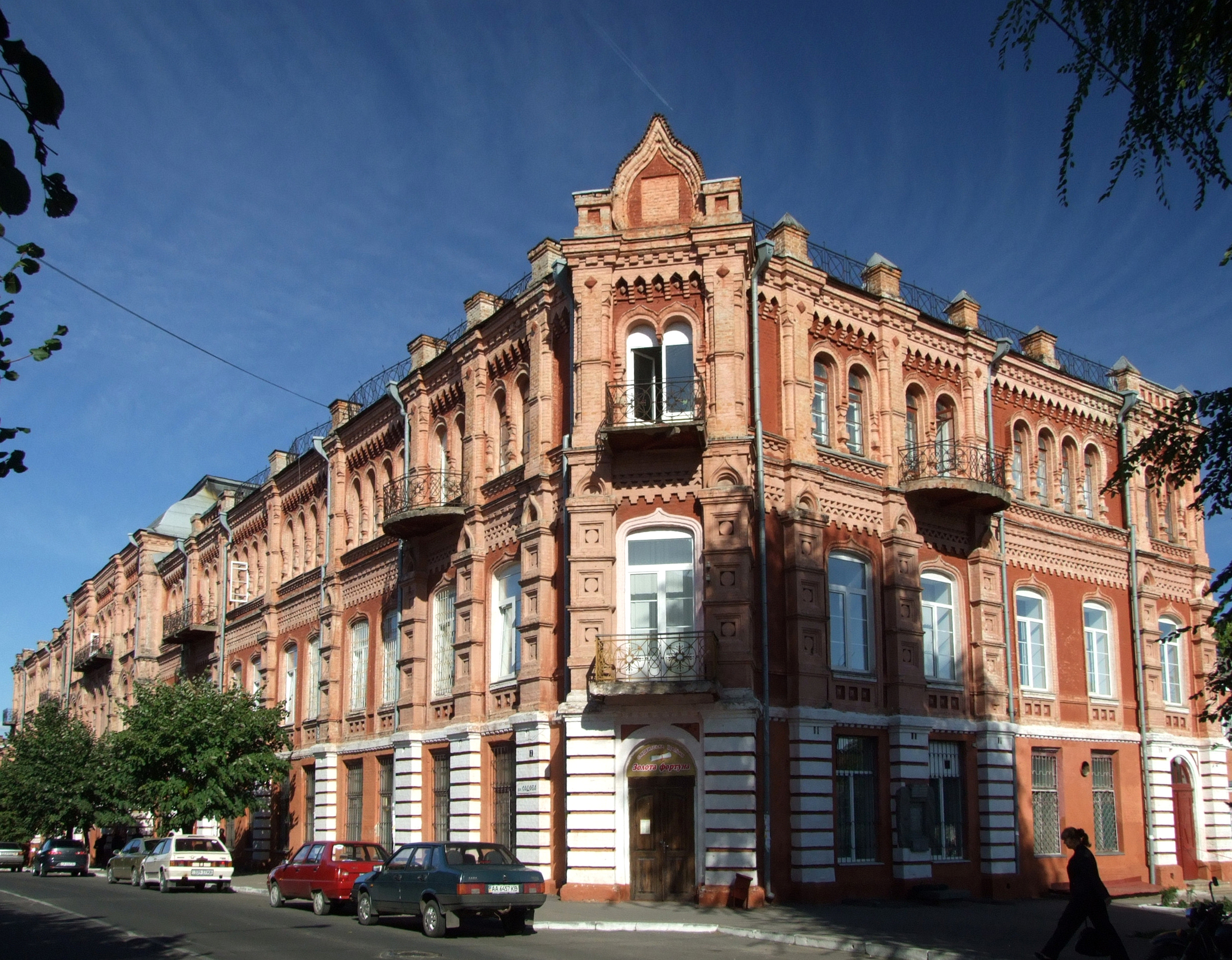